# Прапор Новоархангельського району
Пра́пор Новоарха́нгельського райо́ну — офіційний символ Новоархангельського району Кіровоградської області, затверджений 19 березня 2004 року рішенням № 146 сесії Новоархангельської районної ради.

## Опис
Прапор являє собою прямокутне полотнище із співвідношенням сторін 2:3, яке складається з семи горизонтальних смуг блакитного, білого, блакитного, білого, блакитного, білого і жовтого кольорів у співвідношенні 7:2:1:3:1:2:7. На верхній блакитний смузі біля древка розміщена жовта булава і жовте перо, покладені в косий хрест.